# شيرويشي-كو (سابورو)
شيرويشي-كو (باليابانية: 白石区) هو حي في اليابان، يقع في سابورو، بلغ عدد سكانه 212,538 نسمة وذلك حسب إحصائيات سنة 2018، تبلغ مساحته 34.47 كيلومتر مربع.